# تياغو تيروسو
تياغو تيروسو (بالبرتغالية: Tiago André Ramos Terroso‏) (13 يناير 1988 بفيلا دو كوندي في البرتغال - ) هو لاعب كرة قدم برتغالي في مركز الوسط. لعب مع تشورنومورتس أوديسا ونادي ريو أفي ونادي فارزيم ونادي فيتوريا سيتوبال ويو دي ليريا وF.C. Pampilhosa ‏ ونادي أولهانينسي.

## روابط خارجية
- تياغو تيروسو على موقع اتحاد أوكرانيا (الإنجليزية)
- تياغو تيروسو على موقع قاعدة بيانات كرة القدم.إي يو (الإنجليزية)
- تياغو تيروسو على موقع Soccerway.com (الإنجليزية)
- تياغو تيروسو على موقع AS.com (الإسبانية)